# Eleutherodactylus coqui
Il coquí comune (Eleutherodactylus coqui Thomas, 1966) è una rana appartenente alla famiglia Eleutherodactylidae, originaria di Porto Rico.
Il nome deriva dalla trascrizione onomatopeica del verso del coquí maschio. Il coquí comune è così importante nella cultura portoricana tanto da essere diventato il simbolo nazionale non ufficiale.

## Distribuzione e habitat
La specie è originaria delle isole di Porto Rico, Vieques e Culebra ed è stata introdotta nelle Isole Vergini, nella Repubblica Dominicana, in Florida e alle Hawaii. È inserita nell'elenco delle 100 tra le specie invasive più dannose al mondo.

## Nella cultura di massa
Il "verso" della rana coquí è stato utilizzato per realizzare la colonna sonora dei titoli di coda del terzo episodio di Daredevil - Rinascita.